# جفبلارية
الجفبلارية (الاسم العلمي:Dichapetalaceae) هي فصيلة من النباتات تتبع رتبة الملبيغيات من طائفة ثنائيات الفلقة.

## الأجناس
- الجفبلار